# NGC 6245
NGC 6245 este o corp ceresc situată în constelația Dragonul. A fost descoperită în  de către Lewis A. Swift.